# جنگ جهانی سوم

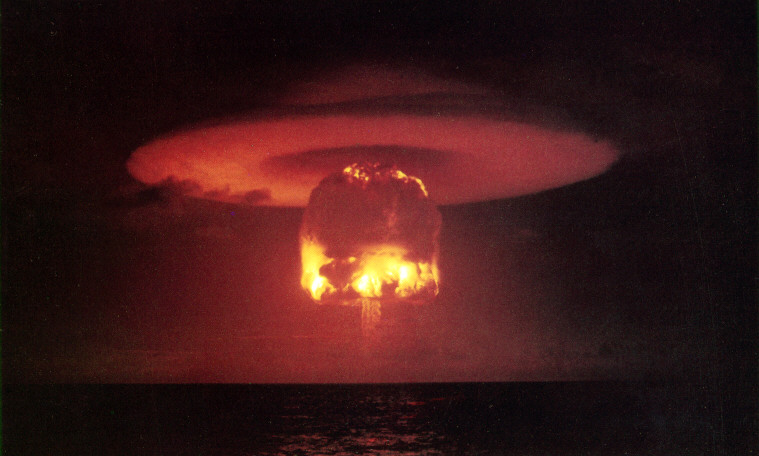
جنگ هسته‌ای اغلب یک موضوع مشترک از سناریوهای جنگ جهانی سوم است. چنین درگیری‌هایی می‌تواند منجر به انقراض بشر شود.

جنگ جهانی سوم (به اختصار WWIII یا WW3) نامی است که به یک درگیری جهانی فرضی پس از جنگ جهانی اول (۱۹۱۴–۱۹۱۸) و جنگ جهانی دوم (۱۹۳۹–۱۹۴۵) داده می‌شود. عموماً فرض بر این است که چنین درگیری از جنگ‌های جهانی قبلی از نظر دامنه و تخریب پیشی می‌گیرد. برخی این اصطلاح را برای درگیری‌های محدودی نیز به کار برده‌اند، مانند جنگ علیه تروریسم یا جنگ سرد که شامل درگیری‌های منطقه‌ای با حمایت ابرقدرت‌ها بود.
از زمان توسعهٔ جنگ‌افزار هسته‌ای در پروژه منهتن — که در بمباران اتمی هیروشیما و ناگاساکی در اواخر پایان جنگ جهانی دوم توسط ایالات متحده مورد استفاده قرار گرفت — و متعاقباً به دست آوردن و استقرار این تسلیحات توسط بسیاری از کشورهای دیگر، خطر احتمالی یک آخرالزمان هسته‌ای که باعث نابودی گسترده و اجتناب‌ناپذیر تمدن و حیات بشری شود، موضوع رایج در حدس و گمان دربارهٔ جنگ جهانی سوم بوده است. نگرانی اصلی دیگر جنگ بیولوژیک است، که می‌تواند به‌طور عمدی یا سهوی با انتشار تصادفی یک عامل بیولوژیکی یا جهش غیرمنتظره پس از استفاده باعث تلفات گسترده شود. رویدادهای آخرالزمانی در مقیاس بزرگ مانند این که پس از پیشرفت‌های فناوری در سلاح‌های کشتار جمعی امکان‌پذیر است، می‌تواند بیشتر سطح زمین را غیرقابل سکونت کند.
با شروع جنگ سرد در سال ۱۹۴۷ و گسترش تسلیحات و فناوری هسته‌ای توسط اتحاد جماهیر شوروی، امکان سومین درگیری جهانی افزایش یافت. در طول جنگ سرد، احتمال وقوع جنگ جهانی سوم توسط پرسنل نظامی و غیرنظامی در کشورهای مختلف پیش‌بینی و برنامه‌ریزی شده بود. سناریوهای متفاوتی مثل جنگ متعارف و جنگ هسته‌ای محدود یا همه‌جانبه محتمل می‌نمود. در اوج جنگ سرد، دکترین نابودی حتمی طرفین (MAD) پدید آمد که می‌گفت رویارویی هسته‌ای همه‌جانبه همهٔ کشورهای درگیر در مناقشه را نابود خواهد کرد. پتانسیل نابودی مطلق نوع بشر رهبران آمریکا و شوروی را بر آن دات از چنین سناریویی اجتناب کنند، اگرچه چندین اشتباه، ناشی از فناوری معیوب یا خطای انسانی، رخ داد که دو کشور را تا نزدیکی رویارویی هسته‌ای برد.

## درگیری‌های بعد از جنگ جهانی دوم

### جنگ سرد
بعد از پایان جنگ جهانی دوم، وینستون چرچیل نخست‌وزیر وقت بریتانیای کبیر نگرانی خود را اینگونه ابراز کرده بود که با گسترش فزاینده نیروهای اتحاد جماهیر شوروی در پایان نبرد و این فرضیه که ژوزف استالین رهبر شوروی فردی غیرقابل اطمینان می‌باشد، همواره تهدیدی جدی برای غرب اروپا وجود خواهد داشت. در ماه‌های آوریل و مه سال ۱۹۴۵، ارتش بریتانیا، عملیات فکرنکردنی که در واقع طرحی بود برای جنگ جهانی سوم را توسعه دادند؛ هدف اصلی این عملیات عبارت بود از: «تحمیل اراده ایالات متحده آمریکا و امپراتوری بریتانیا کبیر بر روسیه». این طرح از سوی کمیته ستاد کل ارتش با این بهانه که از نظر نظامی غیرقابل دسترس است پذیرفته نشد.
با پیشرفت مسابقه تسلیحاتی و پیش از فروپاشی اتحاد جماهیر شوروی و پایان جنگ سرد، نبردی نهایی بین ایالات متحده آمریکا و اتحاد جماهیر سوسیالیستی شوروی بسیار محتمل به نظر می‌رسید. از میان اتفاقات بالقوه‌ای که قابلیت برافروخته شدن جنگ جهانی سوم را داشتند می‌توان به موارد زیر اشاره کرد:
- ۲۵ ژوئن ۱۹۵۰–۲۷ ژوئیه ۱۹۵۳: پیش و پس از ورود نیروهای کمکی چینی به جنگ کره و با عقب‌نشینی نیروهای کره جنوبی و سازمان ملل، سناریو اینگونه بود که از سلاح‌های هسته‌ای استفاده شود. فرمانده ارشد نیروهای آمریکایی، داگلاس مک‌آرتور قصد حمله و بمباران مستقیم چین و از بین بردن کامل خطر کمونیسم در شرق آسیا را داشت. تفکر و عقاید وی در مورد این طرح باعث شد که رئیس‌جمهور وقت ایالات متحده، هری ترومن او را از سمت فرماندهی حذف کند.
- ۲۶ ژوئیه ۱۹۵۶ - مارس ۱۹۵۷: در بحران سوئز، اتحاد جماهیر سوسیالیستی شوروی در تقابلی بین فرانسه، انگلستان و اسرائیل بر سر ملی سازی کانال سوئز تهدید کرد که از سوی مصر در این بحران مداخله خواهد کرد. لستر بولز پیرسون سفیر کانادایی سازمان ملل که نخست‌وزیر آینده کانادا هم بود (به خاطر میانجیگری در این بحران موفق به دریافت جایزه صلح نوبل شد) به علاوه مدیریت آیزنهاور باعث تحمیل فشار بر سه کشور دخیل در بحران شدند و ماجرا فیصله پیدا کرد.
- ۴ ژوئن - ۹ نوامبر ۱۹۶۱: در بحران برلین در سال ۱۹۶۱، شوروی خواستار بیرون رفتن نیروهای غربی از برلین شد. این تهدید نهایتاً منجر به ساخت دیوار برلین گشت.
- ۱۵ تا ۲۸ اکتبر ۱۹۶۲: بحران موشکی کوبا، منازعه‌ای که بر سر استقرار سامانه موشکی هسته‌ای شوروی در کوبا سر گرفت و از آن به عنوان نزدیک‌ترین احتمال به وقوع جنگ جهانی سوم یاد می‌کنند. پس از آنکه ژنرال کورتیس لیمی (فرمانده نیروی هوایی ایالات متحده آمریکا) از دستور رئیس‌جمهور مبنی بر تعلیق تمام پروازها بر فراز روسیه سر باز زد، این بحران در ۲۷ اکتبر به اوج خود رسید؛ زیرا یک فروند هواپیمای یو-۲ بر فراز کوبا سرنگون گشته و یک فروند دیگر نیز تقریباً بر فراز سیبری شناسایی گشت. زیردریایی‌های شوروی نیز در پاسخ به این عمل تقریباً اقدام به پرتاب یک موشک با کلاهک هسته‌ای کردند (که البته این پرتاب توسط افسری به نام واسیلی آرخیپوف متوقف گشت).
- ۱۹۶۹: بر اساس گفته‌های تاریخ‌شناس اهل چین لیو چن شان، در اوج منازعه مرزی چین و شوروی، مقامات شوروی طرحی را برای حمله اتمی علیه چین در نظر گرفتند. که در این صورت ایالات متحده نمی‌توانست در این بحران بیطرف باشد، لذا شوروی را تهدید کرد که در پاسخ به این اقدام، حمله هسته‌ای با تمام قوا را ترتیب خواهد داد.
- ۲۴ اکتبر ۱۹۷۳: زمانیکه جنگ یوم کیپور رو به آرامی گذاشت، تهدید شوروی به مداخله از سوی مصر باعث شد ایالات متحده به حالت آماده باش درجه ۳ برود.
- ۹ نوامبر ۱۹۷۹: در این تاریخ مرکز فرماندهی دفاع هوایی آمریکای شمالی (NORAD) خبر حمله هوایی همه‌جانبه شوروی را بر روی صفحه نمایش رادارهای خود مشاهده کرد و متعاقب آن ارتش ایالات متحده به حالت آماده باش کامل درآمد. هیچ تلاشی به منظور استفاده از خط تلفن قرمز صورت نپذیرفت تا وضعیت کنونی با شوروی مشخص گردد و این تهدید تا زمانی ادامه داشت که سرانجام مشخص شد سیستم‌های راداری هیچ خطری را مبنی بر حمله هوایی شوروی مشخص نکرده‌اند. NORAD این مسئله را تأیید کرد که در سامانه راداری مشکلی رایانه‌ای به وجود آمده است. یکی از سناتورهایی که در آن زمان داخل سامانه NORAD بود جو حاکم بر آنجا را کاملاً سنگین و پراضطراب توصیف کرد. بررسی‌های به عمل آمده از سوی دولت سرانجام منجر به تخریب کامل سامانه‌های راداری گشت تا از به وجود آمدن چنین اشتباهات خطرناکی جلوگیری شود.
- ۲۶ سپتامبر ۱۹۸۳: در این تاریخ سامانه هشداردهی هسته‌ای شوروی پیغام اشتباهی را مبنی بر حمله هوایی از خاک ایالات متحده اعلام کرد. خطر بالقوه حمله هسته‌ای به ایالات متحده و متحدین غربی وی توسط فردی به نام استانیسلاو پتروف که در آن زمان افسر نیروی هوایی شوروی بود متوقف شد. او با تسلط بر اعصاب خود به اشتباه فاحش سیستم‌های رایانه‌ای پی برد و مانع بروز فاجعه‌ای عظیم شد. (سامانه ضدموشکی مزبور بعدها به‌طور کامل از بین رفت).
- ۲ تا ۱۱ نوامبر ۱۹۸۳: روابط تیره و رو به وخامت گذاشته شوروی و ایالات متحده و نیز فقدان عملکرد دبیرکل حزب کمونیست در پلیتبوروی شوروی (به دلیل مریضی یوری آندروپوف)، سازمان پیمان آتلانتیک شمالی یا ناتو (NATO) اقدام به اعلام Able Archer ۸۳ را نمود که این اعلامیه از سوی برخی از اعضای حزب کمونیست شوروی نشان دهنده اعلان جنگ بود. شوروی نیز در پاسخ به این تهدید اقدام به استقرار سامانه‌های تسلیحاتی هسته‌ای و هوایی در آلمان شرقی و لهستان نمود.

### پس از جنگ سرد
نورمن پودهورتز - نویسنده آمریکایی - در کتاب جنگ جهانی چهارم می‌نویسد: شناسایی دوباره توطئه گرانی که در دو طرف دریای اطلس بمب‌گذاری کرده بودند، پیشنهاد داده جنگ سرد را می‌توان به راحتی در مقیاس جنگ جهانی سوم شناسایی کرد و جنگید زیرا این جنگ اتفاق افتاد همچنین در مقیاس جهانی با مبارزات اصلی کشورهای آمریکا و بعداً ناتو و اتحاد جماهیر شوروی و اتحادیه شوروی با تهیه پیمان سیاسی، اقتصادی یکدیگر را پشتیبانی می‌کنند و هیچ‌کدام به‌طور مستقیم مبارزه نمی‌کنند.
الیوت کوهن، مدیر استراتژیک در Paul H. Nitz، دانشکدهٔ مطالعات بین‌المللی پیشرفته در دانشگاه جان هاپکینز در روزنامهٔ وال استریت اعلام می‌کند: کمی بیش از یک ماه پس از حمله به برج‌های دوقلو پنتاگون، تلاش برای مقابله با تروریسم بیشتر از یک قانون و فشار عملیاتی است؛ و لازمه‌اش درگیری ارتش بر مقابله با تهاجم افغانستان است.
کوهن هم مانند مارن جنگ جهانی سوم را مانند یک نتایج در نظر گرفته است اما دقیق تر از جنگ جهانی چهارم (او نوشت*) جنگ سرد در واقع جنگ جهانی سوم بود که به ما یادآوری می‌کند که تمام جنگ‌های جهانی شامل جابه جایی میلیون‌ها ارتش یا جنگ لفظی متقابل روی خطوط نقشی نیست. در مصاحبه سال ۲۰۰۶ میلادی، جورج بوش - رئیس‌جمهور آمریکا - گفت: آنچه که تروریسم‌ها انجام می‌دهند، همان جنگ جهانی سوم است.

### جنگ سایبری جهانی
به گزارش اسپوتنیک در روزهای پایانی سال ۲۰۱۹، کارشناسان سایبری شرکت چک پوینت پیش‌بینی کردند که در سال ۲۰۲۰ جنگ سرد سایبری دامنگیر جهان خواهد شد. این کارشناسان انواع مختلفی از حملات سایبری را ذکر کرده‌اند، از جمله، انواع باج‌افزار و فیشینگ که تشدید خواهد شد و گسترش می‌یابند، خبرهای جعلی در مورد انتخابات، حملات سایبری به تأسیسات و زیرساخت‌های مهم. همچنین این کارشناسان جنگ سرد سایبری بین کشورهای کوچک را پیش‌بینی نموده‌اند.
درگیری هوایی که در قرن بیست و یکم رخ داده به خصوص درگیری میان روسیه و اوکراین و همچنین افزایش تنش‌های ژئوپلتیک میان ایالات متحده و چین از آنها به عنوان نقطه اشتعال جنگ جهانی سوم یاد شده است.

## سناریوهای فرضی
در سال ۱۹۴۹، پس از آزادسازی تسلیحات هسته ای در پایان جنگ جهانی دوم، فیزیکدان آلبرت اینشتین پیشنهاد کرد که هر گونه نتیجه احتمالی جنگ جهانی سوم آنقدر وخیم است که بشر را به عصر حجر بازگرداند. وقتی روزنامه‌نگار آلفرد ورنر از او پرسید که انشتین معتقد است جنگ جهانی سوم با چه نوع سلاح‌هایی ممکن است انجام شود، انیشتین گفت: «من نمی‌دانم در جنگ جهانی سوم از چه سلاح‌هایی استفاده می‌شود، اما جنگ جهانی چهارم با چوب و سنگ خواهد بود.».
بررسی اجمالی «ژورنال پزشکی نیوانگلند» در سال ۱۹۹۸ نشان داد که «اگرچه بسیاری از مردم بر این باورند که خطر حمله هسته ای تا حد زیادی با پایان جنگ سرد ناپدید شد، شواهد قابل توجهی برخلاف آن وجود دارد». به‌طور خاص، توافقنامه هدف‌گیری متقابل ایالات متحده – روسیه در سال ۱۹۹۴ تا حد زیادی نمادین بود و مدت زمان مورد نیاز برای حمله را تغییر نداد. به دلیل هشدار نادرست، احتمال می‌رود که سناریوی «حمله تصادفی» یک پرتاب تلافی جویانه باشد. از نظر تاریخی، جنگ جهانی اول از طریق یک بحران در حال تشدید اتفاق افتاد. جنگ جهانی دوم با اقدام عمدی اتفاق افتاد. هر دو طرف اغلب تصور می‌کنند که طرف آنها در یک مبارزه «کوتاه» پیروز خواهد شد. بر اساس یک نظرسنجی در سال ۲۰۱۴، ۳/۴ از مردم چین بر این باورند که ارتش آنها در جنگ با نقاط اشتعال فرضی ایالات متحده در دهه ۲۰۱۰ و ۲۰۲۰ پیروز خواهد شد. در دریای چین جنوبی گسترش چین به جزایر و دریاهای مجاور، جنگ‌هایی که می‌تواند از طریق اتحاد یا مداخله به جنگ بین «قدرت‌های بزرگ» مانند ایالات متحده، بریتانیا، روسیه، چین و هند تبدیل شود یا حمله غیرمجاز یک «فرمانده سرکش» تحت هر قدرت هسته‌ای همگی ممکن است که به جنگ کامل تبدیل شود.
برخی از سناریوها به دلیل تغییرات آتی از «وضعیت موجود» شناخته شده، خطراتی را دربردارند. در دهه ۱۹۸۰ ابتکار دفاع استراتژیک تلاشی برای بی اثر کردن زرادخانه هسته ای اتحاد جماهیر شوروی انجام داد. برخی از تحلیلگران بر این باورند که این ابتکار «بی‌ثبات کننده» بود. گراهام الیسون در کتاب خود به نام «مقدر برای جنگ»، رقابت جهانی بین قدرت مستقر، ایالات متحده، و قدرت در حال ظهور، چین را به عنوان نمونه ای از دام توسیدید در نظر می‌گیرد. آلیسون بیان می‌کند که از نظر تاریخی، «۱۲ مورد از ۱۶ مورد گذشته که در آن یک قدرت در حال ظهور با یک قدرت حاکم روبرو شده است» به درگیری منجر شده است. در ژانویه ۲۰۲۰ اتحادیه دانشمندان نگران ساعت روز قیامت خود را با استناد به (در میان سایر عوامل) اثر بی‌ثبات کننده پیش‌بینی شده از سلاح‌های مافوق صوت ارتقا داد.
فناوری‌های نوظهور، مانند هوش مصنوعی به‌طور فرضی می‌توانند در دهه‌های آینده خطر ایجاد کنند. گزارشی در سال ۲۰۱۸ رند کورپوریشن استدلال کرده است که هوش مصنوعی و فناوری اطلاعات مرتبط «تأثیر زیادی بر مسائل امنیت هسته ای در ربع قرن آینده خواهد داشت». یک هوش مصنوعی آینده فرضی می‌تواند توانایی بی‌ثبات‌کننده‌ای برای ردیابی پرتابگرهای «پرتاب دوم» ایجاد کند. گنجاندن هوش مصنوعی در سیستم‌های پشتیبانی تصمیم که برای تصمیم‌گیری در مورد راه‌اندازی استفاده می‌شوند، همچنین می‌تواند خطرات جدیدی ایجاد کند، از جمله خطر یادگیری ماشین خصمانه الگوریتم‌های چنین AI توسط شخص ثالث برای راه‌اندازی توصیه راه‌اندازی. این تصور که نوعی فناوری نوظهور منجر به «سلطه بر جهان» می‌شود نیز می‌تواند بی‌ثبات‌کننده باشد، برای مثال با ایجاد ترس از حمله پیشگیرانه.